# Dorian Gray (gruppo musicale)
I Dorian Gray sono un gruppo musicale alternative rock formatosi a Cagliari nel 1989.

## Storia del gruppo

### 1989-1992: Gli esordi ed il tour in Cina
Il gruppo è stato formato a Cagliari nel 1989 da Davide Catinari, già frontman dei Crepesuzette, una delle prime formazioni del panorama new wave italiano. L'esordio nazionale avviene con la partecipazione ad Arezzo Wave nel 1989. La partecipazione al festival aretino fece conoscere il gruppo nel circuito dei festival dell'epoca e alcuni brani furono inseriti nelle compilation di gruppi emergenti uscite in quel periodo. Nella tarda primavera del 1992 viene pubblicato Terapie di linguaggio, split cd di 4 brani diviso con i sassaresi Maniumane. Successivamente la band viene selezionata per un evento in Cina popolare promosso dall'Istituto Italiano di Cultura, che prevede due esibizioni a Pechino. Approfittando della presenza di una band estera, un promoter cinese propone di aggiungere altre date alle due già fissate.. I Dorian Gray furono così la prima formazione europea a esibirsi nella Repubblica cinese, in un tour vero e proprio, con dieci date in cinque città. Ma dopo i concerti a Pechino, Shanghai e Suzhou, il tour venne interrotto dopo il sesto show, a causa dell'atteggiamento aggressivo delle forze dell'ordine presenti ai concerti. Alla prima data di Pechino è stata presente anche l'ex ministro della cultura Wang Meng, che fu in carica durante la repressione di Tienanmen.

### 1993-1997: DaShamanoallo scioglimento
Al rientro in Italia i Dorian Gray firmarono per la Target, sussidiaria del gruppo Warner Bros., etichetta del produttore Angelo Carrara, già noto per i suoi lavori con Franco Battiato, il primo Ligabue, Faust'O e Timoria. Nel dicembre del 1992 esce l'album di esordio, Shamano, che contiene otto brani, sei originali e due cover da Doors e Area. Il tour promozionale durò circa sei mesi, inframmezzato da apparizioni televisive (Roxy Bar, Notte Rock) e da una promozione radiofonica imponente. Il rapporto con la Target si interruppe dopo pochi mesi, a causa di posizioni sostanzialmente differenti sugli obiettivi del progetto. L'attività live nei due anni successivi fu intensa e non senza problemi, perché l'utilizzo di bracieri e fuochi durante i concerti creò qualche incidente con la sicurezza, che in certi casi non permise alla band di esibirsi come previsto.
Sul finire del 1993 la formazione, dopo numerosi cambiamenti, si assestò nel quintetto con Davide Catinari alla voce, Luca Buccoli alla chitarra, Emilio Capalbo alle tastiere e la sezione ritmica con Leo Bitti e Mario Cucchedda (basso e batteria). Con questa formazione il gruppo registrò il secondo album Matamoros negli studi Revenge Master di Roma, proprietà dell'etichetta Interbeat. Il disco regalò ulteriore visibilità alla band nel panorama dei gruppi indipendenti più conosciuti dell'epoca, come dimostra il Readers' Poll di Rockerilla del 1994, dove i Dorian Gray figurano tra le prime 10 band italiane.
Da segnalare la presenza di un ispirato Paolo Fresu nella title track. Il disco, penalizzato da un missaggio carente, viene comunque pubblicato da Interbeat e distribuito dalla Ricordi.
Successivamente all'uscita dell'album, la formazione cambiò nuovamente con l'abbandono del tastierista Capalbo, coinciso con un indurimento delle sonorità del nuovo materiale. I concerti diventarono una sorta di happening in cui viene utilizzata anche una scenografia che richiama la Porta della Luna, lo stesso monolite raffigurato sulla copertina di Matamoros, simbolo della comunicazione fra universi paralleli. L'album venne presentato anche a Segnali di fumo, trasmissione musicale condotta da Paola Maugeri su Videomusic. Durante il programma fu proiettato il videoclip di Guerra, «realizzato (primo in Italia) in computer animation 2 & 3 D dalla Arkhè Graphics di Cagliari» ("L'Unione Sarda").
Con una formazione apparentemente stabile la band realizzò il suo terzo album, intitolato Il veleno della mente, prodotto da Paul Chain. Fra ulteriori cambi di formazione e la partecipazione a diversi festival nazionali - Milano Suona, Beach Bum, Sgnarock – si consumò l'ultima fase della band, fra incidenti e dissapori interni. L'ultima data del tour del Veleno della Mente si tenne al Banale di Padova, le successive date furono annullate.

### 1998-2007: I Dorian Gray dopo i Dorian Gray
Quasi un anno più tardi, in occasione della vittoria del Premio Lunezia Dieci anni di Musica da parte dei Dorian Gray, la band riapparve come trio, con Luca Buccoli alla chitarra e Alessio Sanna al pianoforte. La scrittrice Fernanda Pivano motivò il riconoscimento per Davide Catinari con una lettera autografa per il testo della canzone Spleen (inclusa nel Veleno della Mente).
Nel 2003 uscì Narcosuper, un maxi singolo a nome DVEga, un trio formato da Davide Catinari, Andrea Viti e Giovanni Ferrario che rappresenta un'ideale prosecuzione del progetto Dorian Gray. Il disco, prodotto dalla Mescal di Valerio Soave, è registrato alla Jungle Sound con il coinvolgimento di numerosi musicisti dell'area milanese, come Dario Ciffo, Roberta Castoldi, Sebastiano de Gennaro, Eugenio Mori e Daniele Moretto.
Poco dopo, nel 2005, mentre la band tecnicamente era sciolta già da 7 anni, fu pubblicata una raccolta semi antologica Tempi supplementari (Shinseiki/Audioglobe), che includeva 4 inediti prodotti da Paolo Favati (ex Pankow), alcuni remix di brani già editi nei primi tre album della band e del clip tratto dal tour cinese del '92. Gli inediti provenivano dalle sessioni per un quarto album, previsto per il '98, mai ultimato a causa dello scioglimento della band. Tempi supplementari è ben accolto dalla stampa nazionale, che manifesta apprezzamento per il lavoro. In alcune recensioni si parla di “rock dai toni psichedelici, al passo coi tempi e, forse, addirittura in anticipo” ("Il Manifesto”).

### 2008-in poi: Il nuovo corso dei Dorian Gray
Verso la fine nel 2007 Davide Catinari progettò di rendere nuovamente operativo il progetto Dorian Gray, con nuovi musicisti e un sound diverso. La formazione che incise Forse il sole ci odia  vinse il premio alla carriera durante il MEI 2009e , dopo alcuni avvicendamenti, si stabilizzò con Samuele Dessì e Nico Meloni (già membro dei Crepesuzette) alle chitarre, Jacopo Vannini alle tastiere, Antonio Manzari e Mario Marino rispettivamente al basso e ai tamburi. Così formati suonarono per la prima volta a Londra, Berlino e Amburgo, presso l'Indra Club, uno dei club in cui esordirono i Beatles.
Il disco del ritorno sulle scene, uscito nel novembre del 2008, è una selezione del materiale scritto da Catinari fra il 2003 e il 2007; secondo Massimo Sannella del sito Mescalina.it, compaiono «stupende ballate imbastite tra sussurri, confidenze, pop e pollini scuri; concezioni vitali che rifioriscono tra twanging chitarristici e lattiginosità, echoes e sceneggiature seleniche». Il taglio netto con la produzione degli anni ‘90 è visibile sia nella scrittura sia nel taglio quasi cantautorale di alcuni brani. Alla produzione, curata da Samuele Dessì e Davide Catinari, partecipa anche Giorgio Canali che suona il basso nel brano Non esiste. Il lavoro, stampato in una confezione a metà fra un digipack e un libro, contiene numerose tavole di Igort, che tratteggia gli scenari emotivi delle 10 canzoni di Forse il sole ci odia. L'approccio narrativo in equilibrio fra musica e immagini è una delle caratteristiche principali del nuovo corso della band. Il disco esce per la Coconino, nota per la sua attività nel mondo del fumetto d'autore.
Nel marzo del 2011, con la medesima tipologia di packaging, viene pubblicato La pelle degli spiriti, il sesto album di Dorian Gray, prodotto da Andrea Viti (Karma, Afterhours) e dallo stesso Catinari. L'artwork è realizzato dal disegnatore Manuele Fior, vincitore del premio Bande dessinée d'Angoulême, oscar europeo del fumetto. Il disco si allontana parzialmente dalle atmosfere notturne del precedente, grazie a ritmiche più incalzanti e melodie più immediate, ma conferma un'ulteriore evoluzione nella definizione dello stile della band. La formazione cambia ancora una volta con l'inserimento dello stesso Viti e di Guglielmo Moro ai tamburi.
Nel luglio 2011 è uscita anche una seconda antologia, Presente imperfetto, che viene pubblicata come supplemento del quotidiano L'Unione Sarda, contenente estratti dai due dischi precedenti, il singolo uscito con DVega Narcosuper, oltre a una cover di Dear Prudence, brano di Lennon & McCartney compreso nell'album bianco dei Beatles.
Nel 2016 i Dorian Gray hanno suonato a Toronto, unica band italiana, in occasione del Canadian Music Week.

### Sound and Vision
Il gruppo ha dato inoltre vita al progetto Sound and Vision, performance dai toni psichedelici a metà strada tra narrazione per immagini e diversa percezione della musica, che ha debuttato all'Init di Roma nel febbraio 2013. Il progetto coinvolge alcune tra le firme più prestigiose del fumetto e graphic novel italiani come Davide Toffolo, Paolo Bacilieri, Ausonia, Andrea Bruno che si sono alternati nelle diverse repliche dell'evento, ed è stato presentato in importanti festival italiani del fumetto come il Lucca Comics and Games nel 2013 e il Napoli Comicon nel 2015.

## Formazione

### Formazione attuale
- Davide Catinari – voce (1989–presente)
- Nico Meloni – chitarra (2007–presente)
- Samuele Dessì – chitarra, loops, basso (2007–presente)
- Jacopo Vannini – tastiere, cori, bass pedal, beatbox, timpani (2007–presente)

### Ex componenti
- Leonardo Bitti – basso, cori (1989-1996)
- Filippo Caruso – batteria (1989–1991)
- Riccardo Thorel – chitarra (1989)
- Paolo Loi – chitarra (1989-1990)
- Alessio Olla – chitarra (1990-1991)
- Cesare Orrù – tastiere (1989-1990)
- Nicola Piras – sax, tastiere (1990–1992)
- Marco Rocca – chitarra (1990–1991)
- Gemiliano Cabras – basso, chitarra (1991-1992)
- Jean Luc di Paolo – chitarra (1991)
- Antonella Gregorio – sax (1989-1990)
- Daniele Russo – batteria (1991–1992)
- Roberto Pisano – sax (1992)
- Emilio Capalbo – tastiere, cori (1991–1995)
- Alessandro Sanna – batteria (1992-1993)
- Carmine Fresi – chitarra (1992–1993)
- Fausto Ferrara – basso (1996-1997)
- Papa M. Ceyssa – percussioni (1992-1993)
- Mario Cucchedda – batteria (1993–1996)
- Luca Buccoli – chitarra (1993–1997)
- Ian Maillard – batteria (1997)
- Antonio Manzari – basso (1989–1991, 2007–2010)
- Giovanni Mancosu – tastiere (2007)
- Alessandro Coronas – batteria (2007)
- Andrea Viti – basso, cori (2010–2012)
- Guglielmo Moro – batteria (2010-2012)
- Mario Marino – batteria (2008–2010)

## Discografia

### Album in studio
- 1992 – Shamano (Target/CGD)
- 1995 – Matamoros (Interbeat /Ricordi)
- 1997 – Il Veleno della Mente (New LM/Flying)
- 2008 – Forse il Sole ci Odia (Coconino/Audioglobe/Messaggerie)
- 2011 – La Pelle degli Spiriti (Coconino/Venus/Messaggerie)
- 2017 - Moonage Mantra (Cassavetes Connection / K-factor)

### EP
- 1991 – Terapie di linguaggio (Specchio di Alice)

### Raccolte
- 2011 – Presente Imperfetto (supplemento allegato a L'Unione Sarda)
- 2005 – Tempi Supplementari (Shinsheiki/ Audioglobe)